# Wormstedt
Wormstedt è una frazione (Ortsteil) del comune di Bad Sulza, nel land della Turingia, in Germania.

## Storia

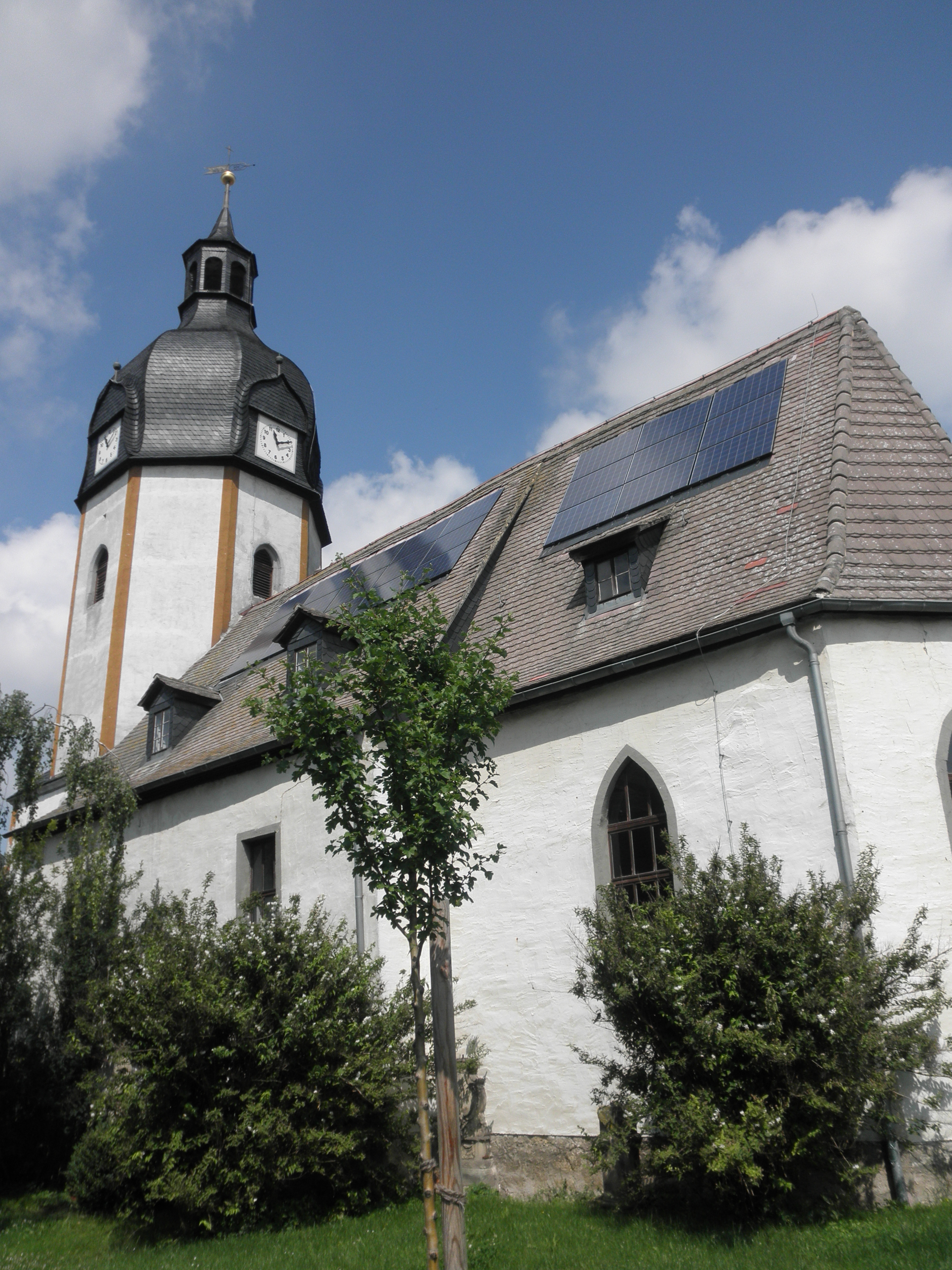
Chiesa di San Giorgio

Wormstedt è stato un comune indipendente della Turingia, in Germania, e dal 1996 entrò a far parte del comune di Saaleplatte. Il 31 dicembre 2019 anche il comune di Saaleplatte venne soppresso e aggregato alla città di Bad Sulza.

## Monumenti e luoghi d'interesse
- Chiesa di San Giorgio. Si tratta di una chiesa evangelica gotica risalente al XVII secolo.[2]
- Herrenhaus.